# 郝華德·洛斯克
郝華德洛斯克（Howard A. Rusk，1901年4月9日—1989年11月4日），國際公認的現代復健醫學之父。

## 教育
洛斯克醫師1923年畢業於密蘇里大學，1925年畢業於賓州大學醫學院。

## 傳奇的一生
- 1950年，洛斯克醫師創立紐約大學醫學中心的物理醫學與復健院(Institute of Physical Medicine and Rehabilitation, New York University Medical Center)，後來改名為復健醫院(Institute of Rehabilitation Medicine)，1984年紐約大學推崇洛斯克醫師的終生成就，再度改名為洛斯克復健醫院(Rusk Institute of Rehabilitation Medicine)。院址在美國紐約市中城34街。
- 1954年，洛斯克醫師被選為美韓基金會主席(American-Korean Foundation)，來回奔波東西半球。
- 1955年，洛斯克醫師創設世界復健基金會(the World Rehabilitation Fund)。
- 1964年，蔣宋美齡派專機迎接在韓國訪問的世界復健基金會主席等5位專家來臺北市訪問，並研商、籌備設院計畫，因而成立振興育幼院，並於1967年改成立振興復健醫學中心開始收容因小兒麻痺而成為殘障的兒童。提供醫療救援與復健。這正是振興醫療財團法人振興醫院的前身。